# Онацки (Киевская область)
Онацки (укр. Онацьки) — село, входит в Кагарлыкский район Киевской области Украины.
Население по переписи 2001 года составляло 79 человек. Почтовый индекс — 09251. Телефонный код — 4573. Занимает площадь 0,895 км². Код КОАТУУ — 3222286402.

## Местный совет
09251, Київська обл., Кагарлицький р-н, с.Півці, вул.Леніна,9